# Leonard Rose
Leonard Rose, né le 27 juillet 1918 à Washington et mort le 16 novembre 1984 à White Plains, est un violoncelliste américain considéré comme l'un des plus talentueux de sa génération.

## Biographie
Leonard Rose naît le 27 juillet 1918 à Washington,.
Il étudie au Conservatoire de Miami, à New York puis au Curtis Institute de Philadelphie (entre 1934 et 1938), où il est respectivement élève de Walter Grossman, Frank Miller (en) et Felix Salmond. À la fin de ses études, âgé de vingt ans, il est remarqué par Arturo Toscanini qui l'invite à rejoindre l'Orchestre symphonique de la NBC, où il devient rapidement second soliste (1938-1939). À 21 ans, il est engagé comme premier violoncelle solo de l'Orchestre de Cleveland et, à 26 ans, rejoint à ce poste l'Orchestre philharmonique de New York entre 1943 et 1951,.
Rose jouait sur un violoncelle de 1662 du luthier italien Niccolò Amati,, aujourd'hui la propriété du violoncelliste canadien Gary Hoffman.

## Répertoire
À partir de 1951, il se produit en soliste et réalise plusieurs enregistrements en particulier des concertos sous la direction de chefs comme Leonard Bernstein, Eugene Ormandy, George Szell ou Bruno Walter entre autres. Rose a également pratiqué la musique de chambre au sein d'un trio fameux aux côtés d'Isaac Stern et Eugene Istomin, ou en sonate avec Gary Graffman. Son répertoire était particulièrement axé sur la période romantique ainsi que quelques pages du XXe siècle comme Schelomo d'Ernest Bloch. Il a également créé le Concerto de Peter Mennin (1956) et le Chant d'Orphée de William Schuman (1962),.

## Professeur
Rose fut un pédagogue influent et les élèves qu'il a formé à la Juilliard School de New York (à partir de 1947) et au Curtis Institute (entre 1951 et 1962) ont rejoint les pupitres de nombre d'orchestres symphoniques américains parmi les plus prestigieux comme l'Orchestre symphonique de Boston, l'Orchestre de Cleveland, l'Orchestre de Philadelphie ou l'Orchestre philharmonique de New York,.
Lynn Harrell et Yo-Yo Ma comptent au nombre de ses élèves devenus célèbres,.
Leonard Rose meurt le 16 novembre 1984 à White Plains (New York),.